# Steve Trevor
Pour les articles homonymes, voir Trevor.
Steve Trevor est un personnage de fiction créé en 1941 par l'Américain William Moulton Marston pour le comic book All Star Comics des éditions All-American Publications, ancêtre de DC Comics.
Ami, principal adjuvant et parfois compagnon de Wonder Woman, Steve Trevor est apparu dans de nombreuses œuvres de l'univers DC.

## Biographie fictive
Steve Trevor est un militaire de l'armée de l'air. Son avion est abattu par un avion ennemi et tombe dans la mer. Il est alors secouru par Diana qu'il confond avec un ange.

## Biographie alternative
Dans La Ligue des justiciers : Dieux et Monstres, il est un agent de A.R.G.U.S.

## Autres médias

### Série télévisée
Dans la série télévisée de 1975 - 1979, Wonder Woman, il y avait deux Steve Trevor (le père et le fils), tous deux joués par Lyle Waggoner. Les deux Trevor travaillaient et combattaient aux côtés de Wonder Woman. Steve Trevor Senior était un officier et pilote de l'U.S. Army Air Forces dans la première saison durant la Seconde Guerre mondiale dans les années 1940. Il aidait Wonder Woman à combattre les Allemands. Steve Trevor Junior était un officier et pilote de l'U.S. Air Force dans les saisons 2 et 3 durant les années 1970.

### Films

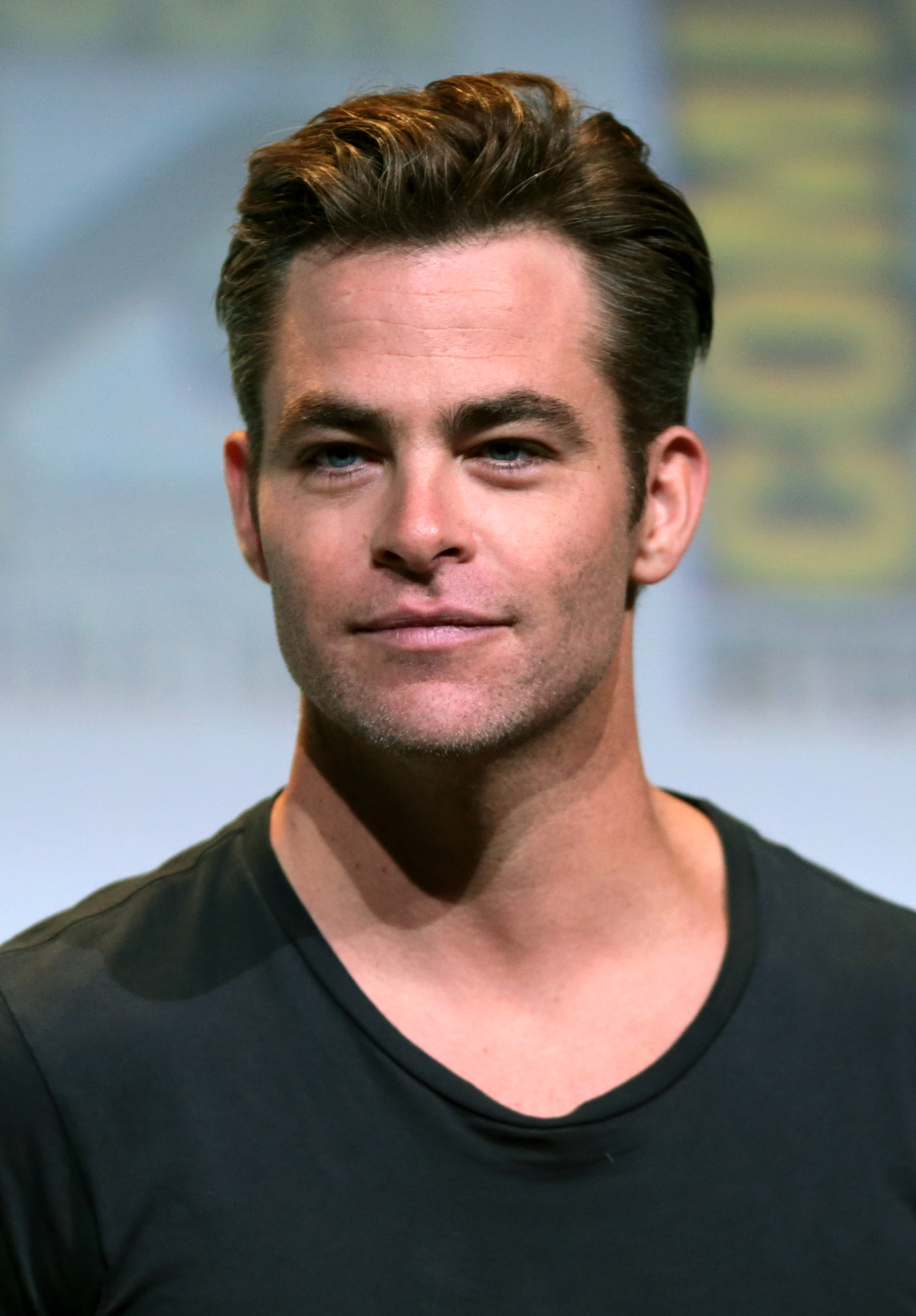
Chris Pine, interprète de Steve Trevor dans le film Wonder Woman de 2017.

Steve Trevor fait sa première apparition au cinéma dans Wonder Woman joué par Chris Pine qui a signé un contrat pour plusieurs films.
Malgré sa mort apparente à la fin du film, Steve Trevor est présent dans sa suite, Wonder Woman 1984, bien que les évènements se déroulent soixante-dix ans plus tard. Chris Pine y reprend son rôle.

### Séries animées
- 2001-2006 : La Ligue des Justiciers
- 2008-2011 : Batman : L'Alliance des héros
- 2015-2018 : DC Super Hero Girls

### Film d'animation
- 2009 : Wonder Woman
- 2013 : La Ligue des justiciers : Le Paradoxe Flashpoint
- 2014 : La Ligue des justiciers : Guerre
- 2015 : La Ligue des justiciers : Dieux et Monstres
- 2019 : Wonder Woman: Bloodlines
- 2021 : Justice Society: World War II